# 2493 Elmer
2493 Elmer (1978 XC) là một tiểu hành tinh vành đai chính được phát hiện ngày 1 tháng 12 năm 1978 bởi Harvard College ở trạm Agassiz.